# 普莱梅 (旧市镇)
普莱梅（法語：Plémet，法語發音：[plemɛ]）是法国阿摩尔滨海省的一个旧市镇，位于该省东南部，属于圣布里厄区。2016年，普莱梅与市镇拉费里耶尔合并为新市镇莱穆兰（Les Moulins）。2018年起，新市镇恢复“普莱梅”一名。

## 地理
普莱梅（48°10'37"N, 2°35'42"W）面积41 平方千米，位于法国布列塔尼大區阿摩尔滨海省，该省份为法国西北部沿海省份，位于布列塔尼半岛北部，北濒大西洋英吉利海峡，西接菲尼斯泰尔省，南至莫尔比昂省，东临伊勒-维莱讷省。
普莱梅的时区为UTC+01:00、UTC+02:00（夏令时）。

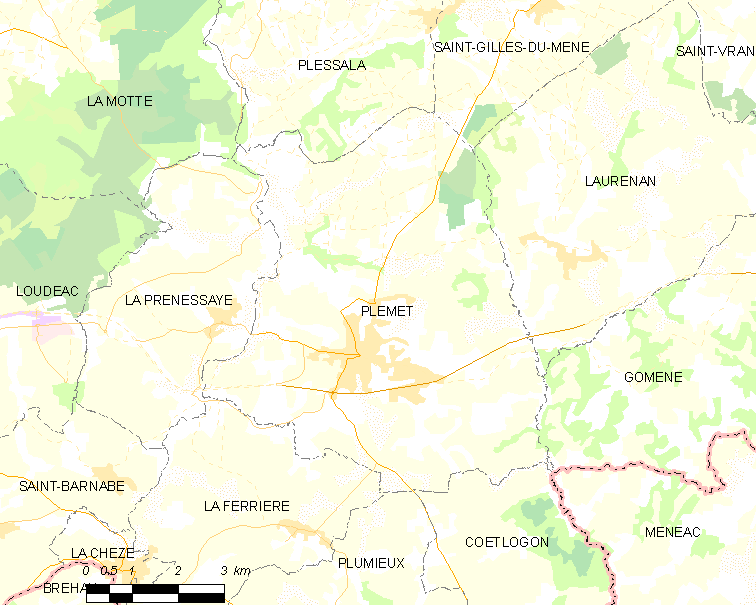
普莱梅的OSM定位图

## 图集

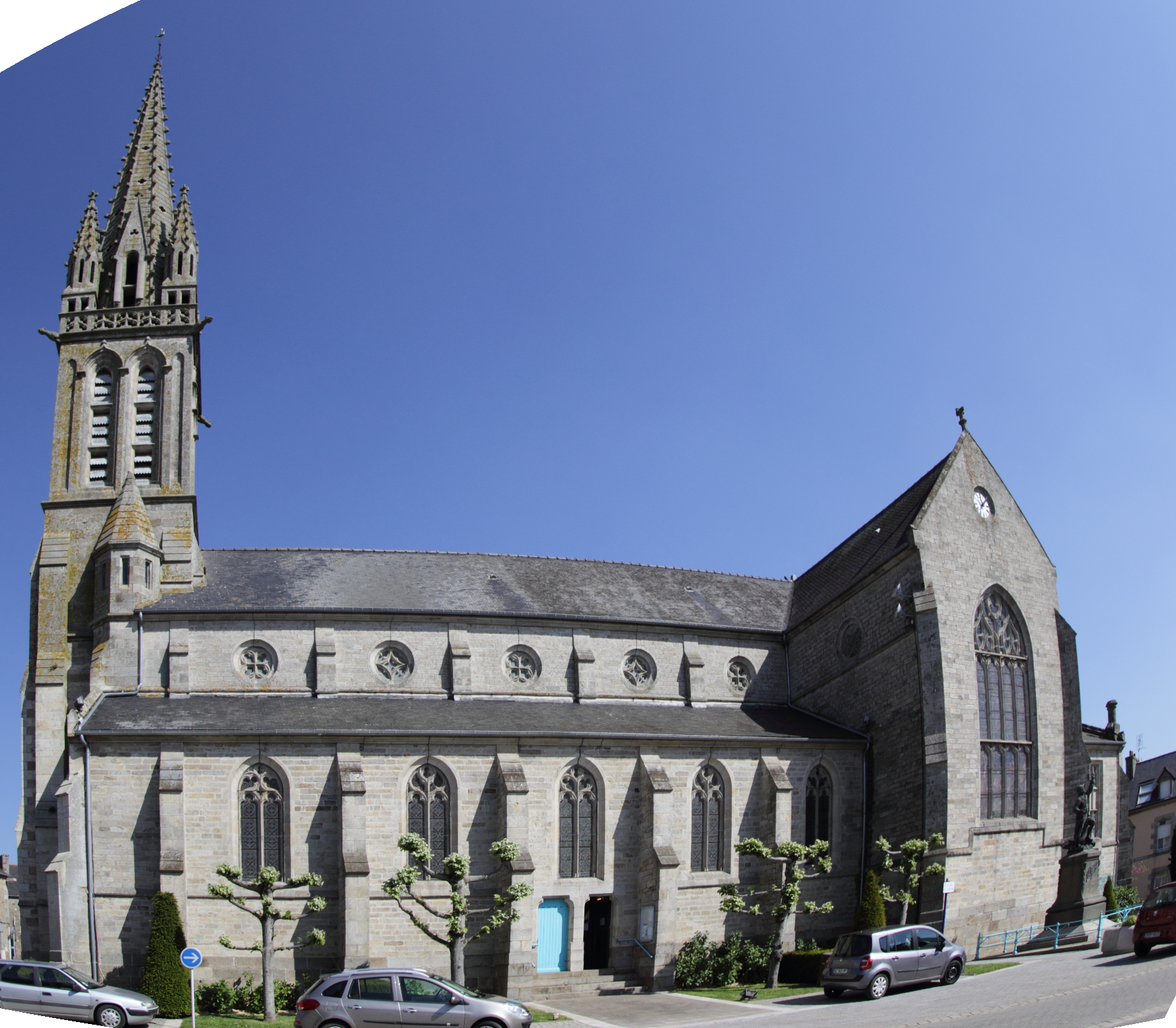
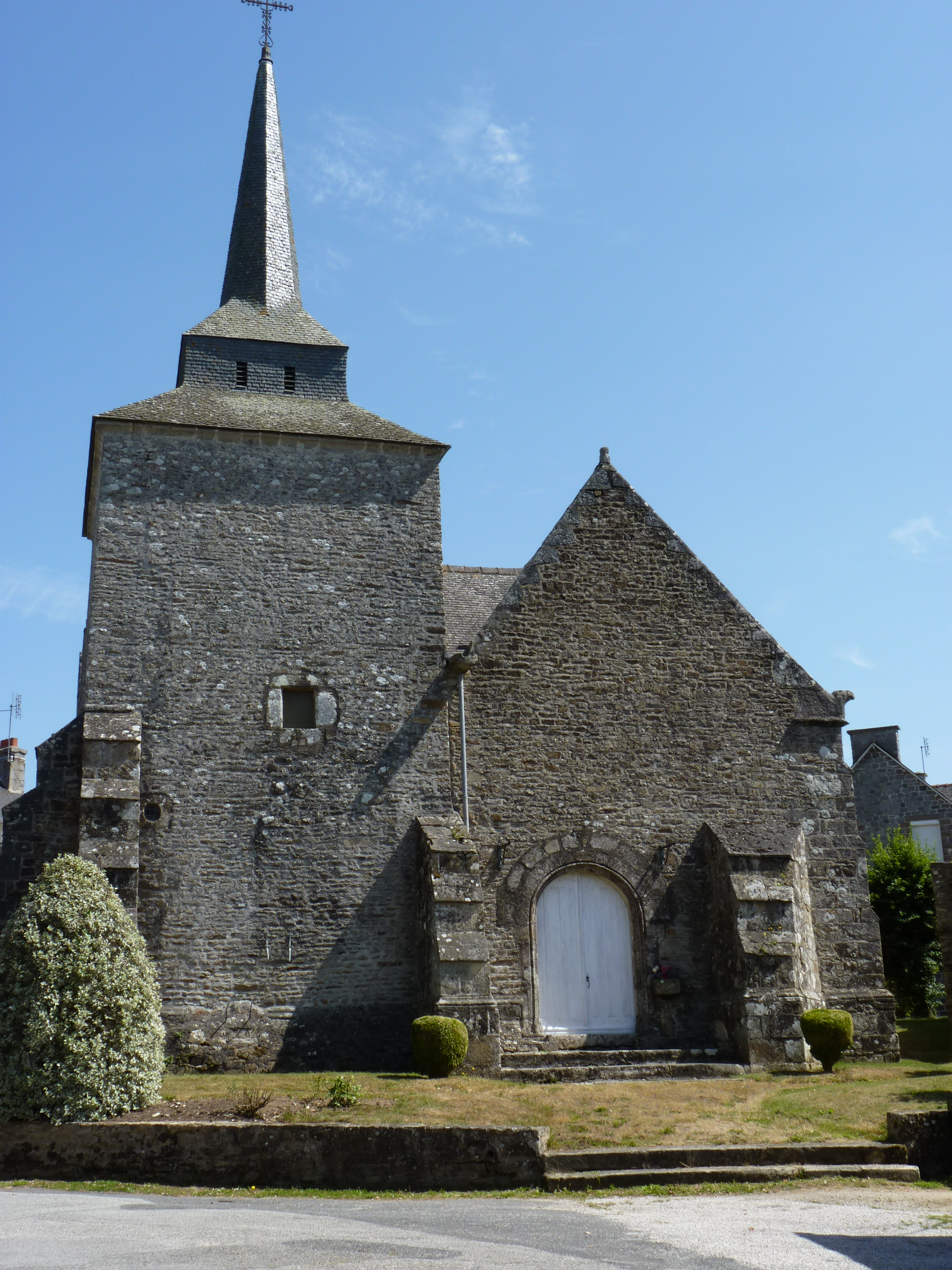
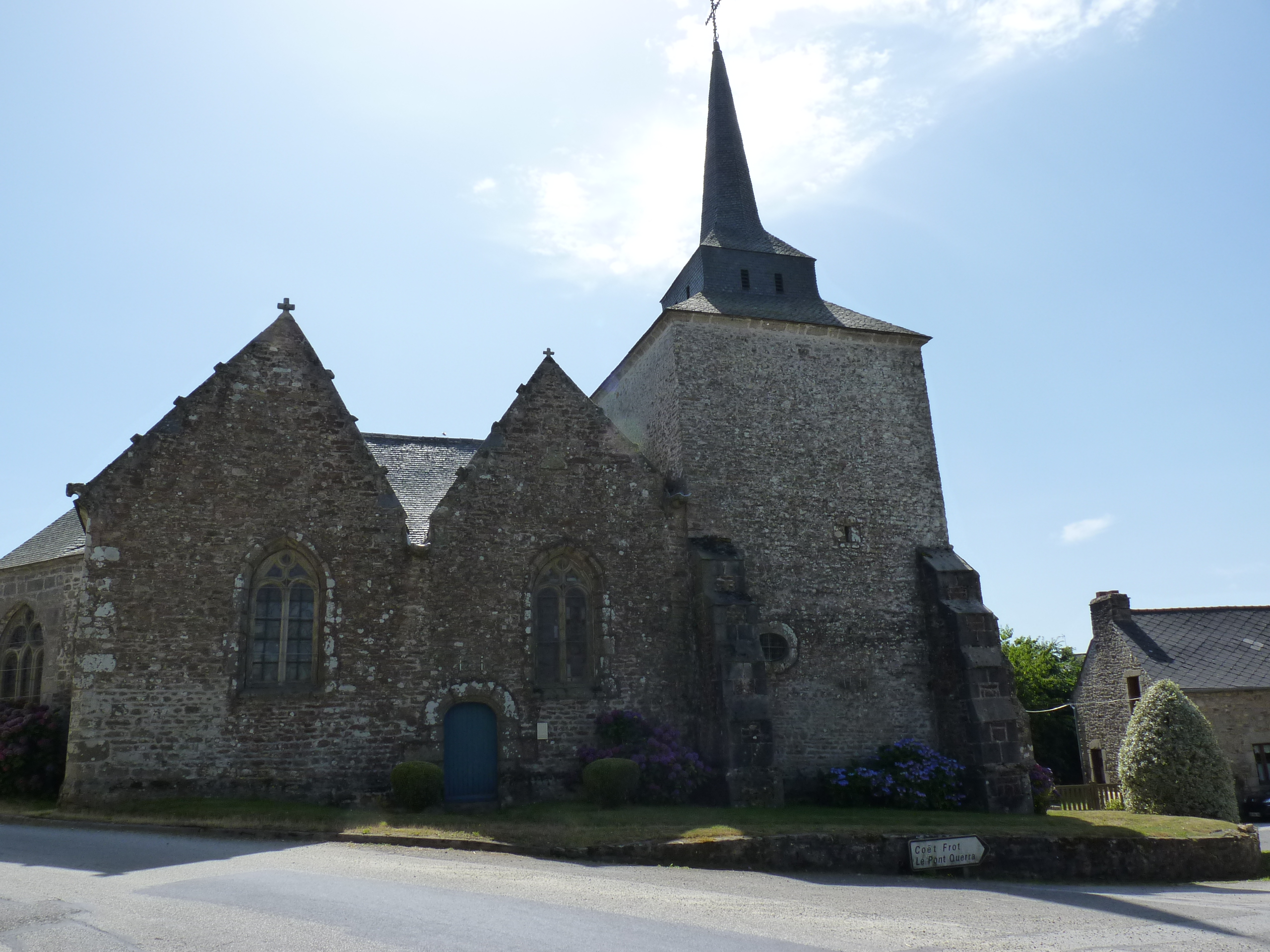
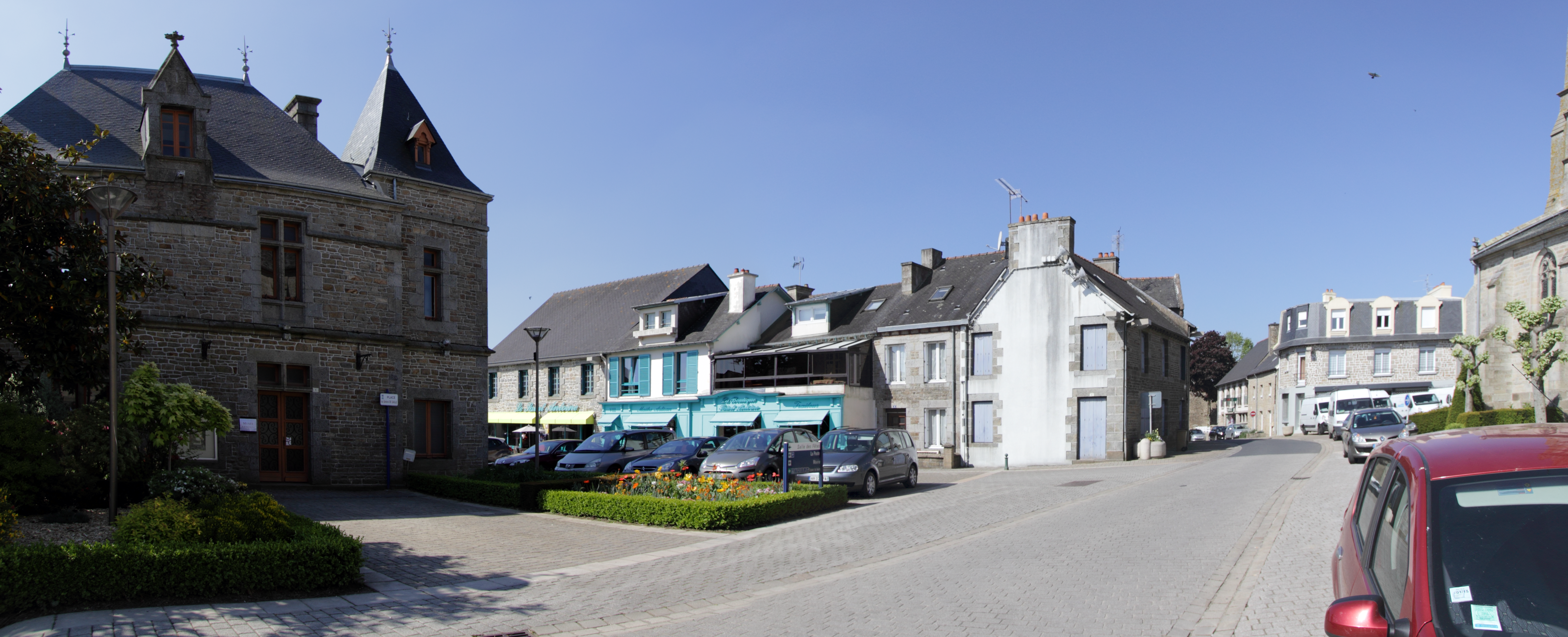
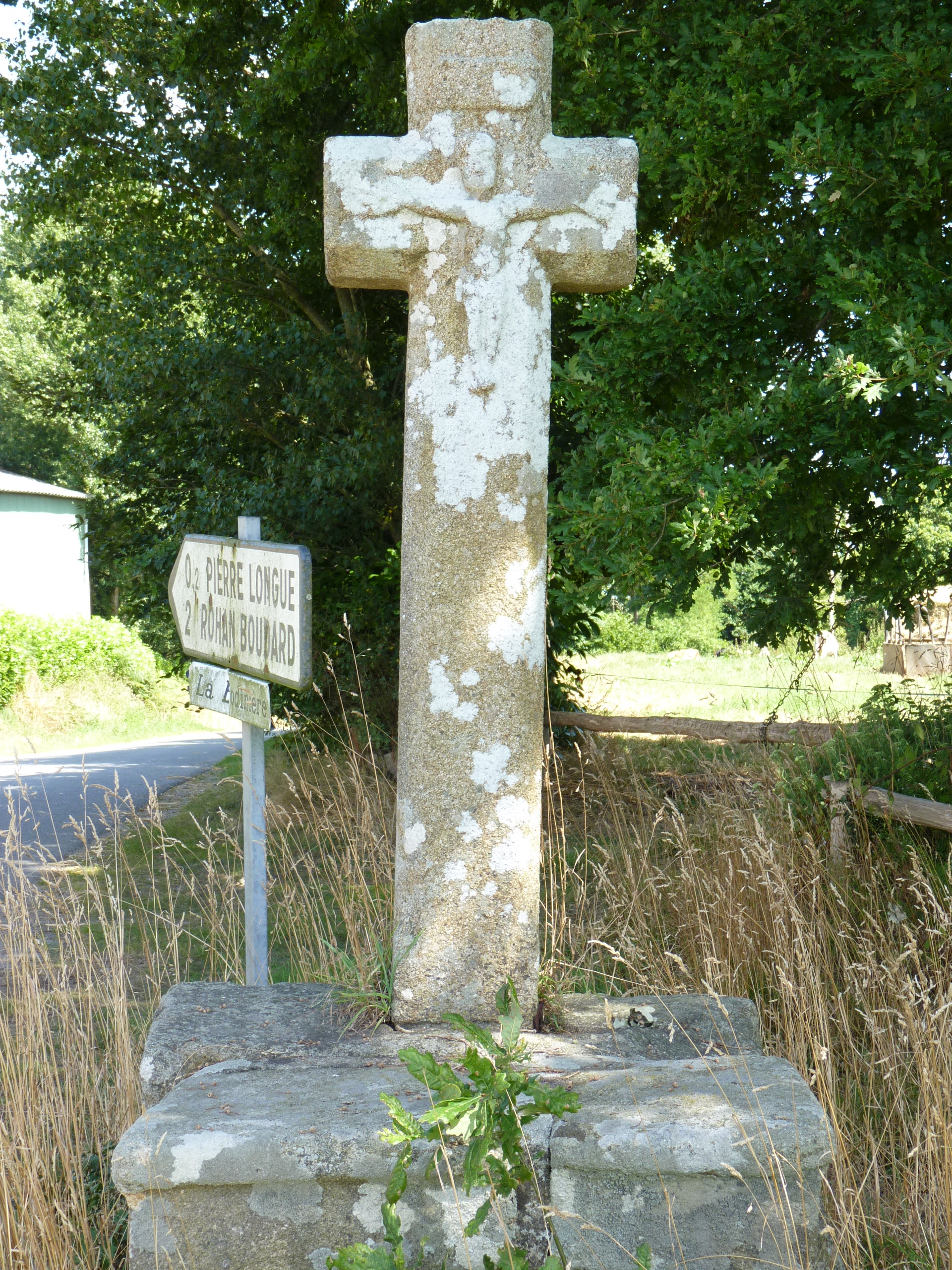
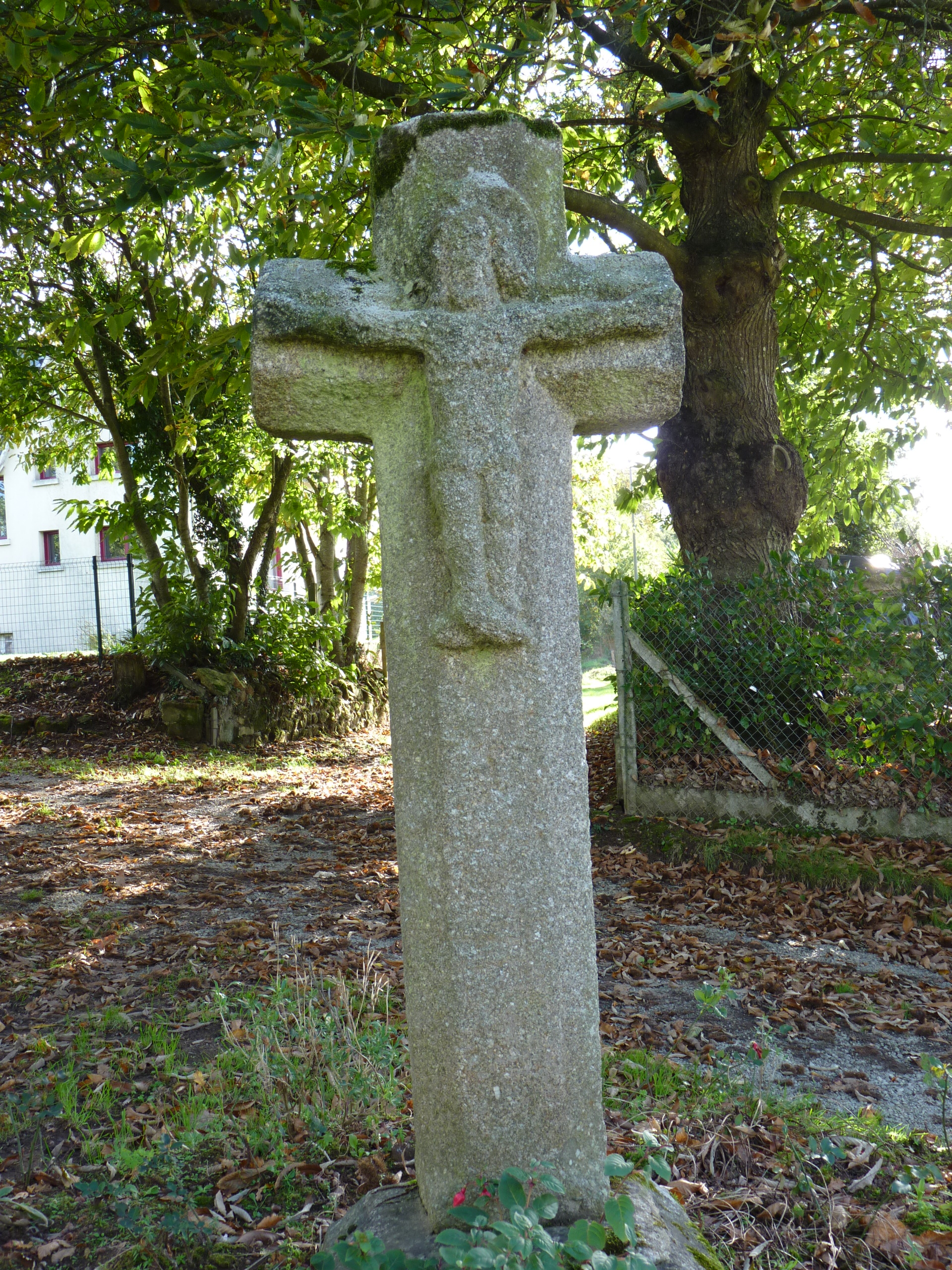
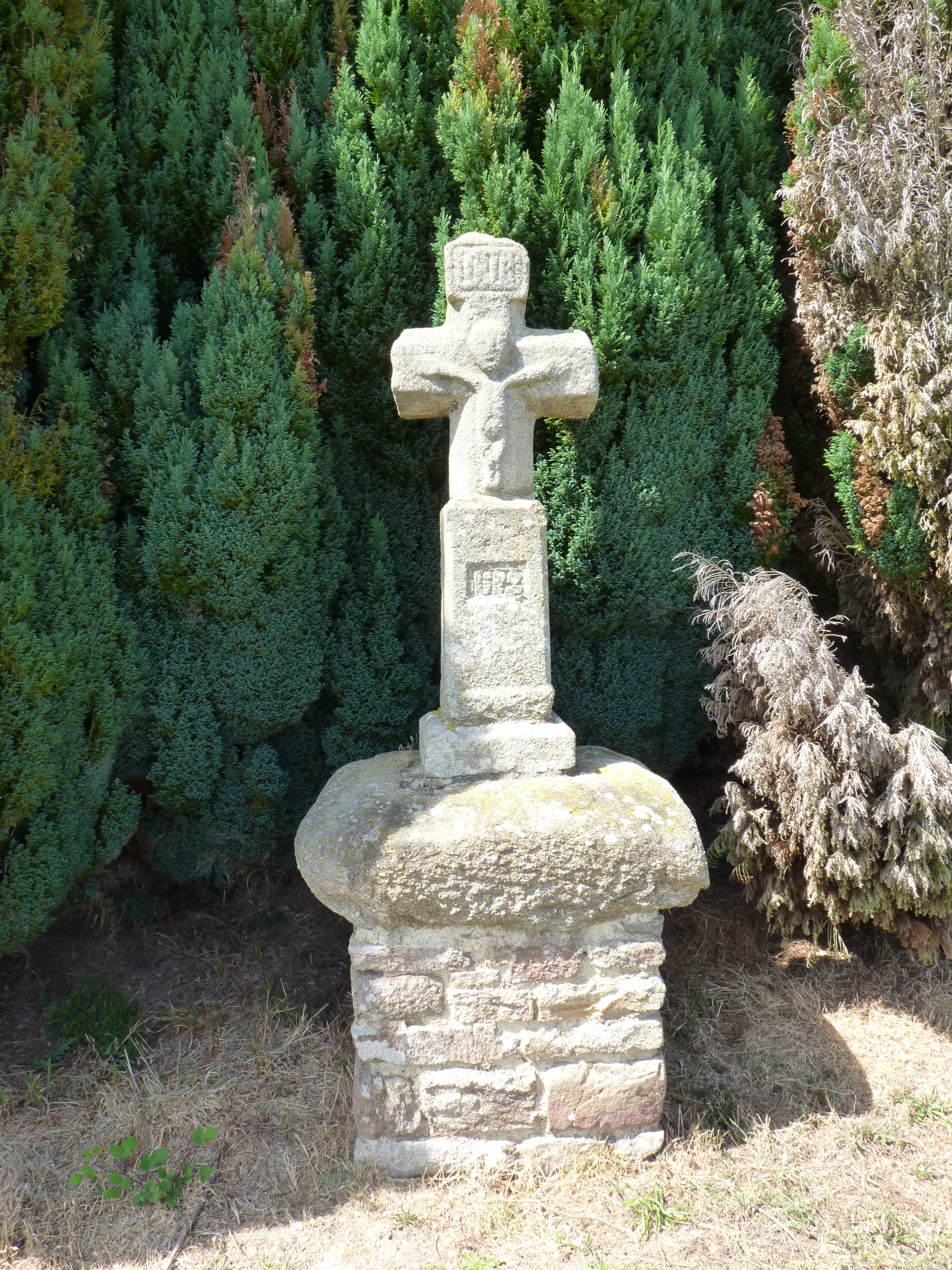

## 行政
普莱梅的邮政编码为22210，INSEE市镇编码为22183。

## 政治
普莱梅所属的省级选区为卢代阿克县。

## 人口

1962-2008年间普莱梅人口变化图示

普莱梅于2017年1月1日时的人口数量为3195人。